# Latécoère

El grup Latécoère és una empresa de construcció aeronàutica amb seu a Tolosa prop de l'antic aeroport de Tolosa-Montaudran. L'empresa va ser creada per Pierre-Georges Latécoère el 1917 i és coneguda pels seus hidroavions. 

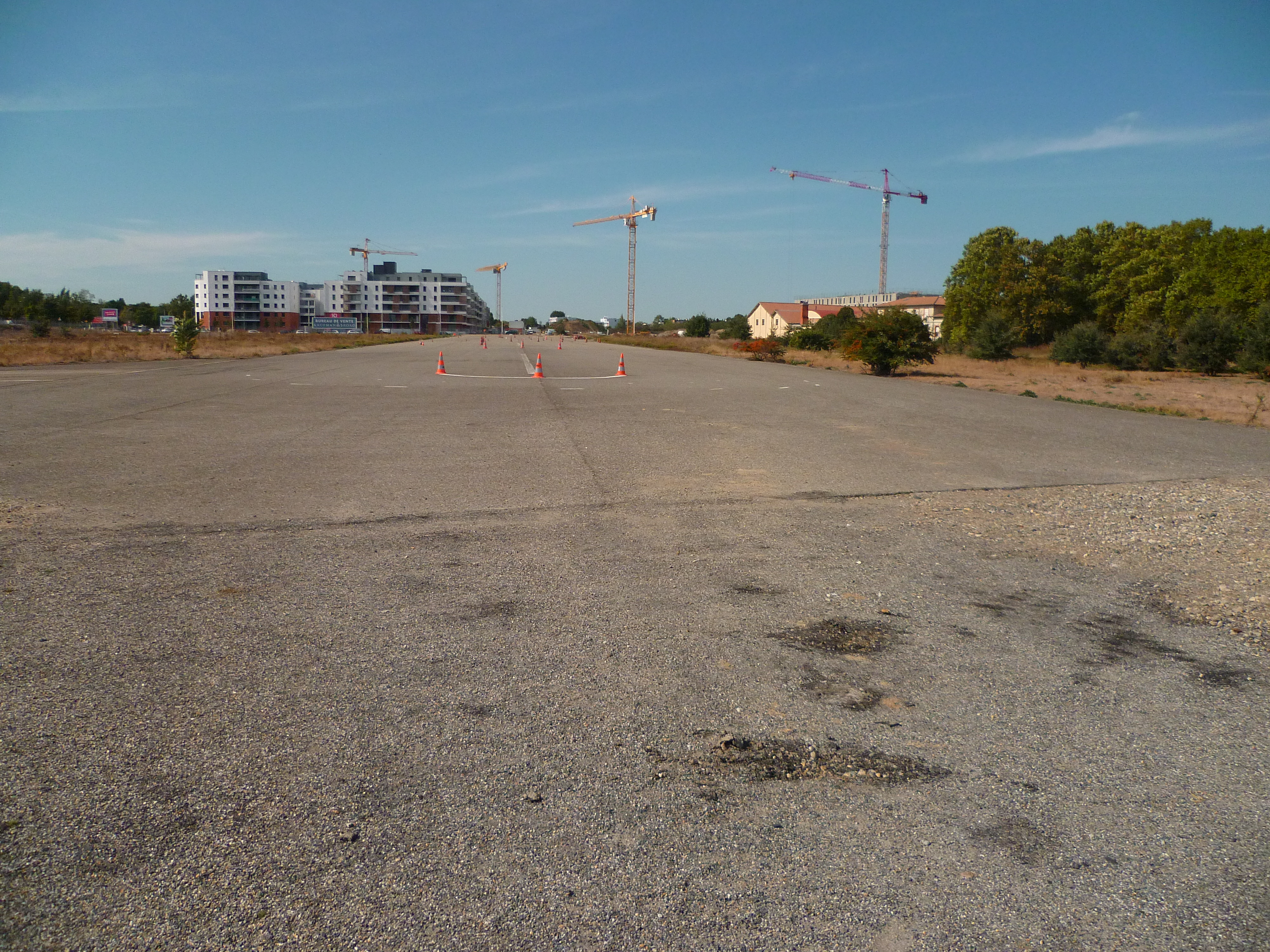
Pista de l'aeròdrom de Montaudran a Tolosa. A la dreta, l'antiga fàbrica de Latécoère

Latécoère va marcar un inici dins la indústria de l'aviació: va viure els millors moments de la seva història, com a «Lignes Aérienes Latécoère», amb pilots de prestigi com Jean Mermoz o Antoine de Saint-Exupéry,a l'època daurada dels hidroavions aeropostals, i va permetre connectar per correu postal Europa amb l'Àfrica occidental i després amb Amèrica del Sud, reanomenada com a l'Aéropostale que posteriorment es convertí en Air France. Alhora, fabricava també aquests tipus especial d'avions, amb el mateix nom.
Entre 1925 i 1936 Latécoère disposà d'una base aeronaval amb moll, grua i hangars a la riba sud de l'estany de Salses, al terme municipal de Sant Llorenç de la Salanca.
La desaparició dels hidroavions en servei regular, la seva especialitat, va obligar a Latécoère a abandonar definitivament la producció d'avions Lals anys 50 del segle XX i convertir-se en subcontractista d'altres fabricants. Avui fàbrica parts del fuselatge o portes d'avions i cablejats per a Airbus, Boeing, Bombardier, Embraer i el Grup Dassault.
El grup és compon de cinc filials:
- CCA (França)
- Latécoère Services (França, Espanya, Romania, Regne Unit, Canadà, Alemanya)[6]
- Latécoère (França, Brasil, Estats Units)
- LATelec (França, Tunisia, Alemanya)[7]
- Latécoère Czech Republic (República Txeca)[8]